# Cerasuolo di Vittoria
O Cerasuolo de Vittoria é um vinho siciliano DOCG que toma seu nome da cidade de Vittoria. É o primeiro e único vinho siciliano que desfruta da denominação anterior.

## Área de produção
Inclui toda a parte dos territórios dos seguintes municípios:
- Vittoria, Comiso, Acate, Chiaramonte Gulfi, Santa Croce Camerina, no Livre consórcio municipal de Ragusa
- Niscemi, Gela, Riesi, Butera e Mazzarino no Livre consórcio municipal de Caltanissetta.
- Caltagirone, Licodia Eubea e Mazzarrone na Cidade metropolitana de Catania.

## Vides com as que está permitido o produzir
- Nero d'Avola: de 50% ao 70%
- Frappato: de 30% ao 50%[1]

## Técnicas de produção
Para novas plantas e replantaciones, a densidade não pode ser inferior a 4 000 tocones / tem.
As formas de cultivo permitidas são retoños e espaldera simples.
Qualquer prática de forzamiento está proibida.
Irrigación de resgate está permitido.
Requer envejecimiento ao menos até o 1 de junho do ano seguinte à colheita.
Todas as operações de secado, vinificación, envejecimiento e embotellado da uva devem realizar no área DOCG.